# Eskimo (album)
Eskimo to szósty pełnometrażowy album awangardowej grupy The Residents, który początkowo miał być następcą ich trzeciego LP zatytułowanego Fingerprince, jednak z powodu wielu konfliktów z wytwórnią album został wydany dopiero w 1979 roku. Przez wielu fanów grupy oraz krytyków jest uznawany za największego osiągnięcie zespołu.

Bezpośrednią inspiracją do nagrania albumu była wyprawa mentora grupy, N. Senady na Arktykę skąd przywiózł on butelkę tamtejszego powietrza jako prezent dla zespołu. Płyta wypełniona jest kompozycjami złożonymi z rozmaitych efektów dźwiękowych oraz melodii zagranych na instrumentach zaprojektowanych przez grupę oraz bełkotu przypominającego język Eskimosów przeplecionego ze sloganami reklamowymi różnych produktów spożywczych oraz gospodarczych w aktualnym języków tamtejszych plemion. Zespół ułożył również szereg historii dotyczących krytyki zachodniej kultury z perspektywy plemion rdzennych Amerykanów.
W rok po wydaniu grupy na rynku pojawiła się 12-calowa EP-ka zatytułowana Diskomo zawierająca remiksy kompozycji z płyty w stylu dyskotekowym. W środowisku fanów grupy krążą plotki, że celem wydania Diskomo było ośmieszenie samych siebie i zasugerowanie słuchaczom „nabrania dystansu do dzieł grupy” w obawie przed upadkiem teorii zaciemnienia według której zespół tworzył i komponował. Na 20 rocznicę wydania płyty wydano album Diskomo 2000 zawierający oryginalne Diskomo, materiał pod tytułem „Goosebump” (kolekcję wierszowanych przyśpiewek dziecięcych zagranych na zabawkowych instrumentach muzycznych) oraz nowe wersje utworów z oryginalnego „Eskimo”.

Na okładce płyty zespół po raz pierwszy przywdział swoje charakterystyczne stroje (maski w kształcie gałki ocznej oraz fraki) które stały się wkrótce ich znakiem rozpoznawczym.

## Lista utworów
| 1. | „The Walrus Hunt”         | 4:01  |
|    |                           |       |
| 2. | „Birth”                   | 4:33  |
|    |                           |       |
| 3. | „Arctic Hysteria”         | 5:57  |
|    |                           |       |
| 4. | „The Angry Angakok”       | 5:20  |
|    |                           |       |
| 5. | „A Spirit Steals a Child” | 8:44  |
|    |                           |       |
| 6. | „The Festival of Death”   | 10:26 |
|    |                           |       |
|    |                           | 39:01 |
|    |                           |       |
- Utwory dodatkowe (tylko na kompaktowej reedycji z 1987 roku)

| 1. | I Left My Heart in San Francisco               | 2:02  |
|    |                                                |       |
| 2. | Dumbo the Clown (Who Loved Christmas)          | 2:07  |
|    |                                                |       |
| 3. | Is He Really Bringing Roses? (The Replacement) | 2:34  |
|    |                                                |       |
| 4. | Time’s Up                                      | 2:54  |
|    |                                                |       |
|    |                                                | 09:37 |
|    |                                                |       |